# عصب صفني أمامي
عصب صفني أمامي (بالإنجليزية: Anterior scrotal nerves)‏ هو عصب سطحي  يتَفرعُ من العصب الحرقفي الأربي.  يُعصِب الصفن. يُقابله في الإناث العصب الشفري الأمامي.  بعد أن يترك الحلقة الأربية السطحية. يوفر العصب الصفني الأمامي التعصيب الجلدي لجزء من القضيب وكيس الصفن العلوي عند الذكور.

## مساره
وينشأ من العصب الحرقفي الأربي بعد مرور العصب المذكور عبر الحلقة الإربية السطحية. ينشأ كل من الأعصاب الحرقفية الأربية والفخذية من الضفيرة القطنية عبر الفرع البطني L1 وL2-4، على التوالي. في الحالة الطبيعية، يؤدي العصب الفخذي إلى تكوين فرعين جلديين، العصب الفخذي الأمامي والعصب الصافن    